# NGC 6479
NGC 6479 (również PGC 60890 lub UGC 10996) – galaktyka spiralna (Sc), znajdująca się w gwiazdozbiorze Smoka. Odkrył ją Lewis A. Swift 20 kwietnia 1885 roku.
W galaktyce tej zaobserwowano supernowe SN 2007cl i SN 2009ay.